# 張有谷
張 有谷（ちょう ゆうこく / ヂァン・ヨウグゥ、张有谷）は、中華民国空軍の軍人。

## 経歴
1925年、雲南航空学校第1期卒業。卒業後も飛行教官として同校に留まり、12月に学生班班長。
1926年、国民革命軍の北伐に参加。1929年5月1日に南京航空司令部が創設された時には航空第1隊（隊長：高在田、副隊長：劉芳秀）飛行員であった。5月21日に殉職した耿煜曾に代わり、水上飛機隊隊長に就任。同年11月26日、軍政部航空署航空第2隊飛機師。1929年7月、毛邦初、張廷孟、石曼牛らとともに中央軍官学校航空班（のちの空軍軍官学校）教官。
1930年5月6日、軍政部航空署航空第1隊隊長。中原大戦に参加し、大戦終結後は武漢に駐留した。1931年6月3日、軍政部航空第7隊隊長。
1932年、航空隊は4個隊に縮小されることになり、航空第3隊の隊長となる。1934年5月頃に航空隊が8個に増強されると、偵察兼爆撃隊である第3隊の隊長。この間、1933年より翌年にかけての江西省第五次剿共作戦、1935年の川辺特別地区での対紅軍戦闘を支援。
1935年9月7日、空軍中校。
1936年10月16日に西安で空軍第6大隊が編成され、大隊長に就任。第6大隊は偵察機大隊で、ダグラス製の航空機を使用していた。
1937年5月、航空委員会第一庁（庁長：周至柔）第一処（参謀処）処長。9月7日、空軍上校。
1937年12月、成都太平寺に新設された空軍軍士学校の教育長となり、校長の蔣介石に代わり校務を取り仕切っていた。南京戦後の1938年3月、航空委員会再編により、軍令庁（庁長：毛邦初）副庁長に就任。1939年5月、航空委員会の再改編で軍令庁が廃止され、空軍軍官学校教育長に赴任。しかし、12月12日に滑走路に停めていた練習機13機が日本軍の空爆で破壊されたことから、主任飛行教官の徐康良とともに重慶軍法執行總監部で軍法会議にかけられる。徐はその間重慶の軍事監獄に拘留されたが、張は人事上の関係から監禁はされなかった。
1941年1月、軍政局長何応欽の計らいで無罪となり軍務に復帰、空軍第3路司令。第3路司令部は河南省、湖北省、陝西省、甘粛省、四川省の一部地域の空軍部隊および機関を統括し、区域内に駐留している部隊の作戦を指揮した。
5月20日以降、余平想副大隊長に率いられた第5大隊のI-153 18機（うち1機は第4大隊）ほか軽爆撃機を成都から南鄭飛行場や近隣の成県飛行場・天水飛行場に避退させていたが、この通信は日本海軍に傍受されており、また暗号電報も既に解読されていた。24日、十二空は第1戦闘機隊の零戦9機（長：佐藤正夫大尉）、艦攻9機（長：駒形進也大尉）、天偵・誘偵各1機からなる南方隊、第2戦闘機隊（長：鈴木實大尉）の零戦11機と誘導の九八式陸上偵察機2機からなる北方隊を組み、襲撃を計画。26日朝、南鄭飛行場に南方隊の飛来の報を受け、南鄭の第5大隊のI-153 18機に蘭州の天水飛行場への移動を命じた。その際、電話が故障していたため、無線電話を使用したが、天水飛行場も北方隊の攻撃目標であった。第5大隊は成県飛行場を経由して天水に向かっていた道中、鹽関上空にて天水に先回りしていたあと帰途についていた零戦隊と遭遇し、余平想機・張森義機の2機が撃墜される（日本側の記録では5機撃墜）。第5大隊が天水飛行場に到着すると、飛行場が「北西に敵機あり、着陸禁止」の陸空連絡符号を出していたため警戒態勢をとったが、間もなくして「着陸許可」の符号を下したため、11：30に着陸を完了し燃料を補給。しかし、そこに引き返してきた零戦隊の空爆を受け第5大隊は18機全機を喪失。張は責任を問われ、天水航空站長・何禄生とともに再度逮捕される。何応欽と毛邦初の尽力で釈放されるも、2度の逮捕で意気消沈し、空軍を去った。
国共内戦中の1948年5月11日、軍務に復帰し雲南省第10区行政督察専員兼区保安司令。同年6月10日、空軍とは別の役職に任じているため、空軍の業務を停止。
1949年12月、昆明起義に参加。中国人民解放軍に加わり、牡丹江第7航空学校副校長。1962年に退役したのちは陝西省林業庁副庁長。
1989年、西安で病死。

## 栄典
- 五等宝鼎勲章（中国語版）　1931年4月29日[33]
- 四等宝鼎章 1936年1月1日[34]
- 五等雲麾勲章（中国語版） 1936年11月12日[35]